# Fischach
Fischach ist ein Markt im schwäbischen Landkreis Augsburg. Die Marktgemeinde hat mehr als 5000 Einwohner und ist mit Abstand einwohnerstärkste Gemeinde in den Stauden. 

## Geographie

### Lage
Die Gemeinde liegt im tertiären Hügelland des Naturparks Westliche Wälder südlich von Augsburg. Der Ort entstand an der Stelle, an der das Neufnachtal auf das Schmuttertal trifft.

### Gemeindestruktur
Die Gemeinde hat 13 Gemeindeteile (in Klammern ist der Siedlungstyp angegeben):
- Aretsried (Pfarrdorf)
- Elmischwang (Schloss)
- Fischach (Hauptort)
- Heimberg (Weiler)
- Itzlishofen (Dorf)
- Lehnersberg (Einöde)
- Reitenbuch (Dorf)
- Sägmühle (Einöde)
- Siegertshofen (Pfarrdorf)
- Todtenschläule (Dorf)
- Tronetshofen (Dorf)
- Willmatshofen (Pfarrdorf)
- Wollmetshofen (Kirchdorf)

Es gibt die Gemarkungen Aretsried, Fischach, Itzlishofen, Reitenbuch, Siegertshofen, Tronetshofen, Willmatshofen und Wollmetshofen.

### Nachbargemeinden
| Dinkelscherben 8 km |         | Augsburg 20 km Gessertshausen 8 km |
| Thannhausen 14 km   | Kompass |                                    |
|                     |         | Schwabmünchen 14 km                |

## Geschichte
Fischach war bis in das 14. Jahrhundert Sitz eines alten Ortsadelgeschlechts, der Herren von Fischach. Diese waren Ministerialen der bischöflichen Augsburger Schirmvögte, der Herren von Schwabegg. Im Zuge der Säkularisation kam der Ort 1803 an das Kurfürstentum Bayern. Von 1862 bis 1929 gehörte Fischach zum Bezirksamt Zusmarshausen und ab 1929 zum Bezirksamt Augsburg, das ab 1939 als Landkreis Augsburg bezeichnet wurde. Die Markterhebung erfolgte 1952.

### Eingemeindungen
Im Zuge der Gebietsreform in Bayern wurden am 1. Juli 1972 Aretsried, Willmatshofen und Wollmetshofen eingegliedert. Am 1. Juli 1975 kamen mit Itzlishofen und Tronetshofen Teile der aufgelösten Gemeinde Kreuzanger hinzu. Siegertshofen folgte am 1. Januar 1976. Schließlich wurde noch ein Teil der aufgelösten Gemeinde Reitenbuch am 1. Mai 1978 eingegliedert.

### Einwohnerentwicklung
Fischach war ursprünglich ein kleines Dorf, das erst nach dem Zweiten Weltkrieg erheblichen Zuwachs bei den Einwohnerzahlen verzeichnete. Erste Zahlen stammen aus dem Jahr 1593. In diesem Jahr wohnten 259 Menschen in Fischach. Zur Zeit des Dreißigjährigen Krieges erlitt das Dorf durch die Pest deutliche Verluste bei der Einwohnerzahl. In den darauffolgenden Jahrhunderten steigerte sich die Einwohnerzahl jedoch wieder bis auf rund 800 im Jahre 1925. Nach dem Zweiten Weltkrieg kam es zu vermehrtem Zuzug. Weitere Zugewinne bei den Einwohnerzahlen brachten auch die Eingemeindungen in den 1970er Jahren. So zählte die neu entstandene Gemeinde 1978 3.361 Einwohner. Bis 2019 erhöhte sich die Einwohnerzahl auf 4.856. Ende 2023 zählte die Gemeinde 5.154 Einwohner und gemäß Prognose aus dem gleichen Jahr wird mit einem Anstieg auf rund 5.600 Menschen bis 2032 gerechnet.
| Jahr | Einwohner |
| ---- | --------- |
| 1593 | 259       |
| 1618 | 327       |
| 1625 | 350       |
| 1650 | 96        |
| 1743 | 674       |
| 1809 | 575       |
| 1840 | 542       |
| 1871 | 571       |
| 1900 | 753       |
| 1910 | 743       |

| Jahr | Einwohner |
| ---- | --------- |
| 1925 | 801       |
| 1933 | 853       |
| 1946 | 1282      |
| 1952 | 1322      |
| 1961 | 1310      |
| 1970 | 2576      |
| 1973 | 2585      |
| 1978 | 3361      |
| 1987 | 3863      |
| 2019 | 4856      |

## Politik

### Bürgermeister
Peter Ziegelmeier (SPD/Unabhängige) wurde bei der Bürgermeisterwahl 2014 und auch 2020 jeweils ohne einen Gegenkandidaten im Amt des Ersten Bürgermeisters bestätigt.

### Gemeinderat

#### 2014 bis 2020
Sitzverteilung von 2014 bis 2020 im 17-köpfigen Gemeinderat:
- SPD/Unabhängige: 7 Sitze
- CSU: 6 Sitze
- Freie Wählergemeinschaft: 3 Sitze
- Bündnis 90/Die Grünen: 1 Sitz

#### Ab 2020
Sitzverteilung 2020 bis 2026 im nunmehr 16-köpfigen Gemeinderat:
- SPD/Unabhängige: 7 Sitze (unverändert)
- CSU: 7 Sitze (+1)
- Bündnis 90/Die Grünen: 2 Sitze (+1)

Die Freie Wählergemeinschaft ist nicht mehr vertreten.

### Wappen
| Wappen von Fischach | Blasonierung: „In Rot ein silberner Wellenbalken begleitet oben von einem nach rechts, unten von einem nach links schwimmenden silbernen Fisch.“ |
| Wappen von Fischach | Wappenbegründung: Das Wappen lehnt es sich an das Familienwappen des alten Ortsadels, der Herren von Fischach, an. Diese lebten als Ministerialen der bischöflichen Augsburger Schirmvögte, der Herren von Schwabegg, bis in das 14. Jahrhundert in einer Burg über Fischach. Ihr Wappen zeigte zwei querliegende Fische, von denen der obere nach rechts, der untere nach links zeigt. Für das Gemeindewappen fügte man zwischen die beiden Fische einen Querbach als Hinweis auf den Ortsnamen, der eine Siedlung an einem fischreichen Fluss, der Schmutter, bezeichnet. Der silberne Wellenbach steht für Ach. Da die Farben des Familienwappens der Herren von Fischach nicht überliefert sind, wählte man Rot und Silber als Hinweis auf die engen Beziehungen der Gemeinde zum Hochstift Augsburg. Aus dem Jahr 1826 ist ein Siegelbild überliefert, es zeigte einen Fischer mit einem Fisch an der Angel zwischen zwei Bäumen. Die Gemeinde nahm das Siegel wohl willkürlich an, eine offizielle Verleihung ist nicht bekannt. 1938 entwarf die Gemeinde ein neues Siegel und Wappen in Anlehnung an die bekannte Darstellung, allerdings ohne Bäume. Dieses Wappen erhielt die Gemeinde anlässlich der Markterhebung 1952. |

### Gemeindepartnerschaft
Nach ersten gegenseitigen Kontakten und Besuchen ging Fischach mit der französischen Gemeinde Vimy am 18. Mai 1975 eine Städtepartnerschaft ein. Seit 1992 werden die Veranstaltungen und Treffen vom Freundeskreis Vimy organisiert und von 1994 bis 1999 wurde auch ein Schüleraustausch durchgeführt. Im Jahr 2015 feierte die Verbindung ihr 40-jähriges Bestehen.

## Kultur und Sehenswürdigkeiten

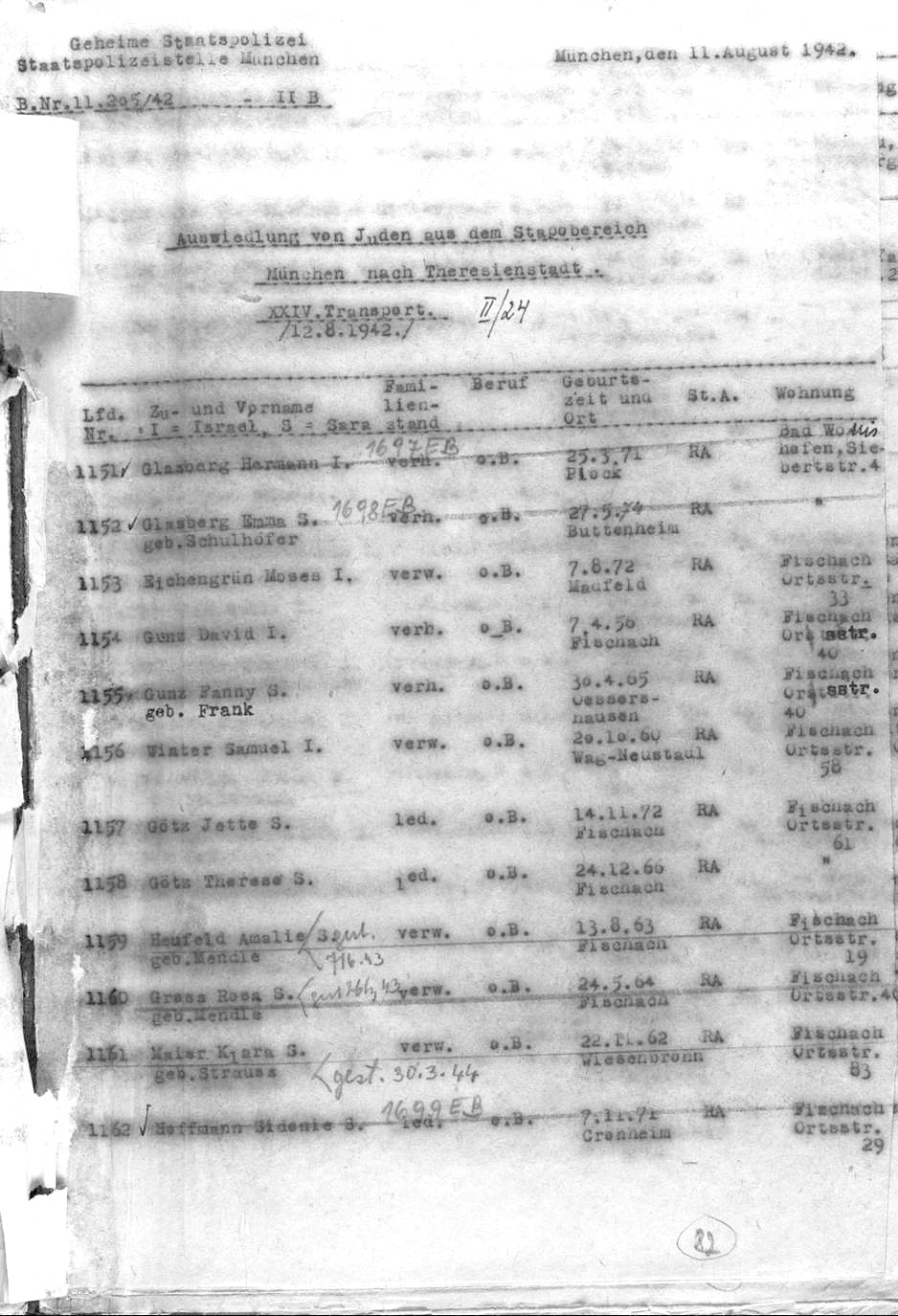
Liste von ins KZ Theresienstadt zu deportierenden Juden aus Fischach (August 1942)

In Fischach befindet sich ein jüdischer Friedhof, der im Jahr 1774 von der damaligen jüdischen Gemeinde gegründet wurde. Er wird heute von der Gemeindeverwaltung gepflegt und erhalten und kann nach Rücksprache besucht werden. Daneben gibt es eine ehemalige Synagoge und ein ehemaliges jüdisches Gemeindehaus mit Schule. Im Jahr 1999 wurde in Fischach ein Judendenkmal errichtet, das an die vierhundertjährige Geschichte des christlich-jüdischen Zusammenlebens in der Gemeinde bis zur Judenverfolgung in der Zeit des Nationalsozialismus erinnern soll. Eine aus Fischach stammende bemalte Sukka (Laubhütte für das jüdische Laubhüttenfest) befindet sich heute im Israel-Museum in Jerusalem.
Monika Saller beschrieb 2019 in einem Artikel recht ausführlich Fischachs jüdische Geschichte. Auf die Hachschara geht sie dabei allerdings nur sehr allgemein ein und lässt offen, ob es in Fischach selber eine Hachschara-Stätte gab. Albert J. Phiebig dagegen, der als Statistiker für die Reichsvertretung der Deutschen Juden arbeitete, zeigte in einer Statistik an, dass sich am 1. August 1938 25 Auszubildende in einer landwirtschaftlichen oder gärtnerischen Ausbildung in Fischach befanden und vom Hechaluz, dem Dachverband zionistischer Jugendorganisationen, betreut wurden.
Im Gemeindeteil Heimberg befindet sich das älteste erhaltene Mozarthaus, aus dem nachweislich die direkten Vorfahren des Wolfgang Amadeus Mozart stammen. 1486 wurde das unscheinbare Bauernhaus als Wohnsitz eines Ändris (Andreas) Mozart beurkundet.
In Wollmetshofen befinden sich zwei Mariengrotten, welche teilweise auf dem bayrischen Jakobusweg liegen.

## Baudenkmäler

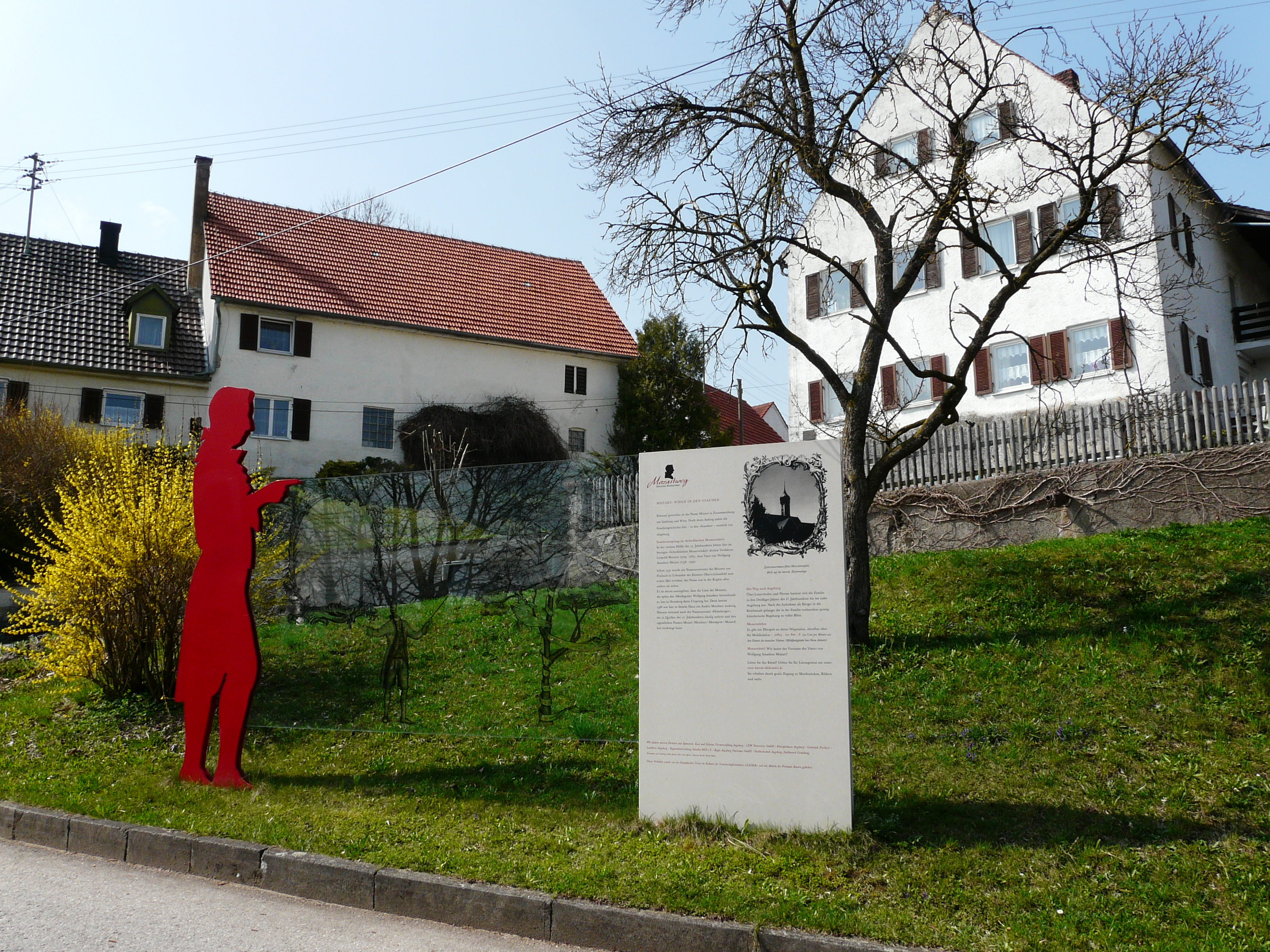
Mozarthaus in Heimberg
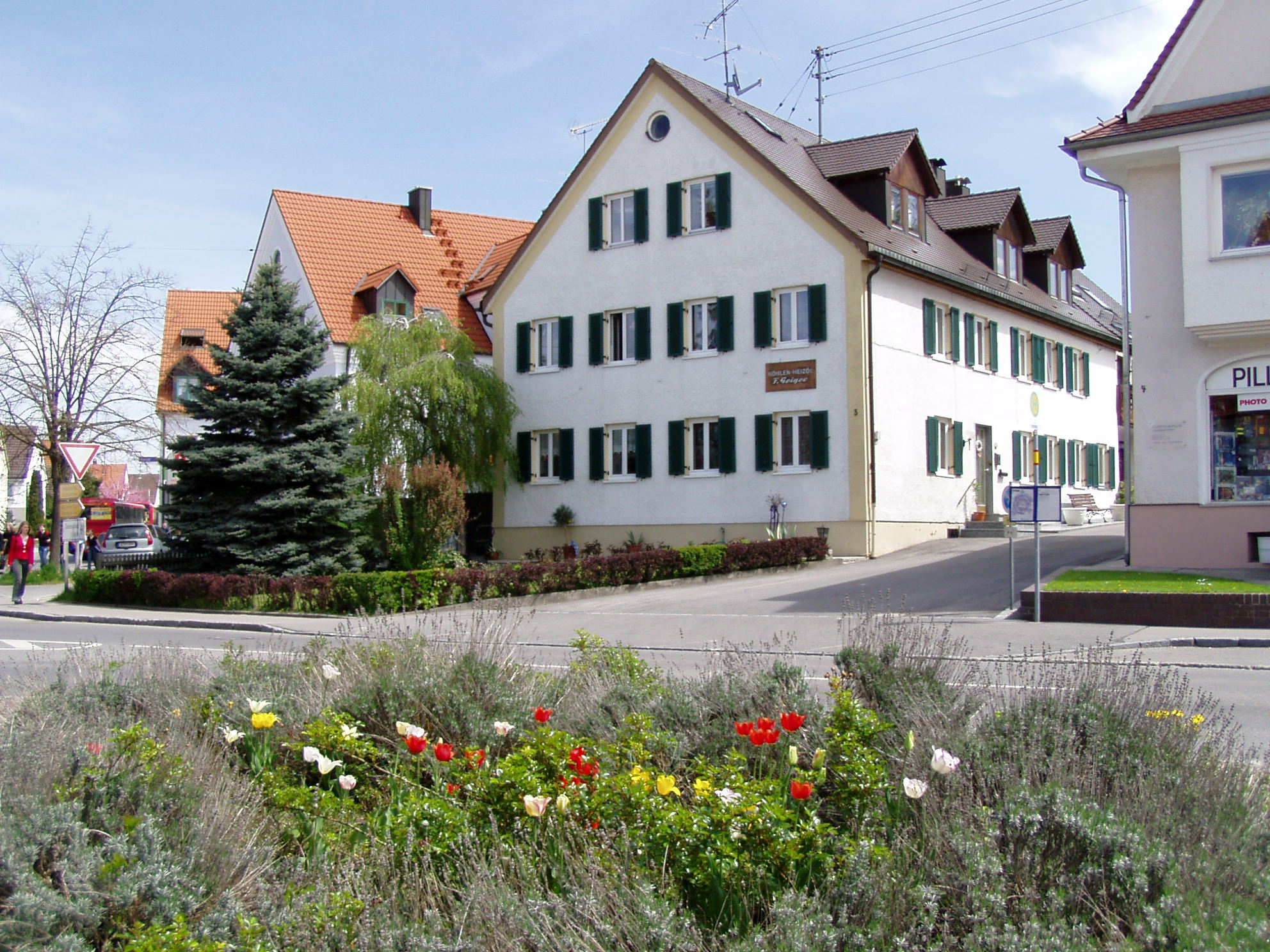
Marktplatz in Fischach
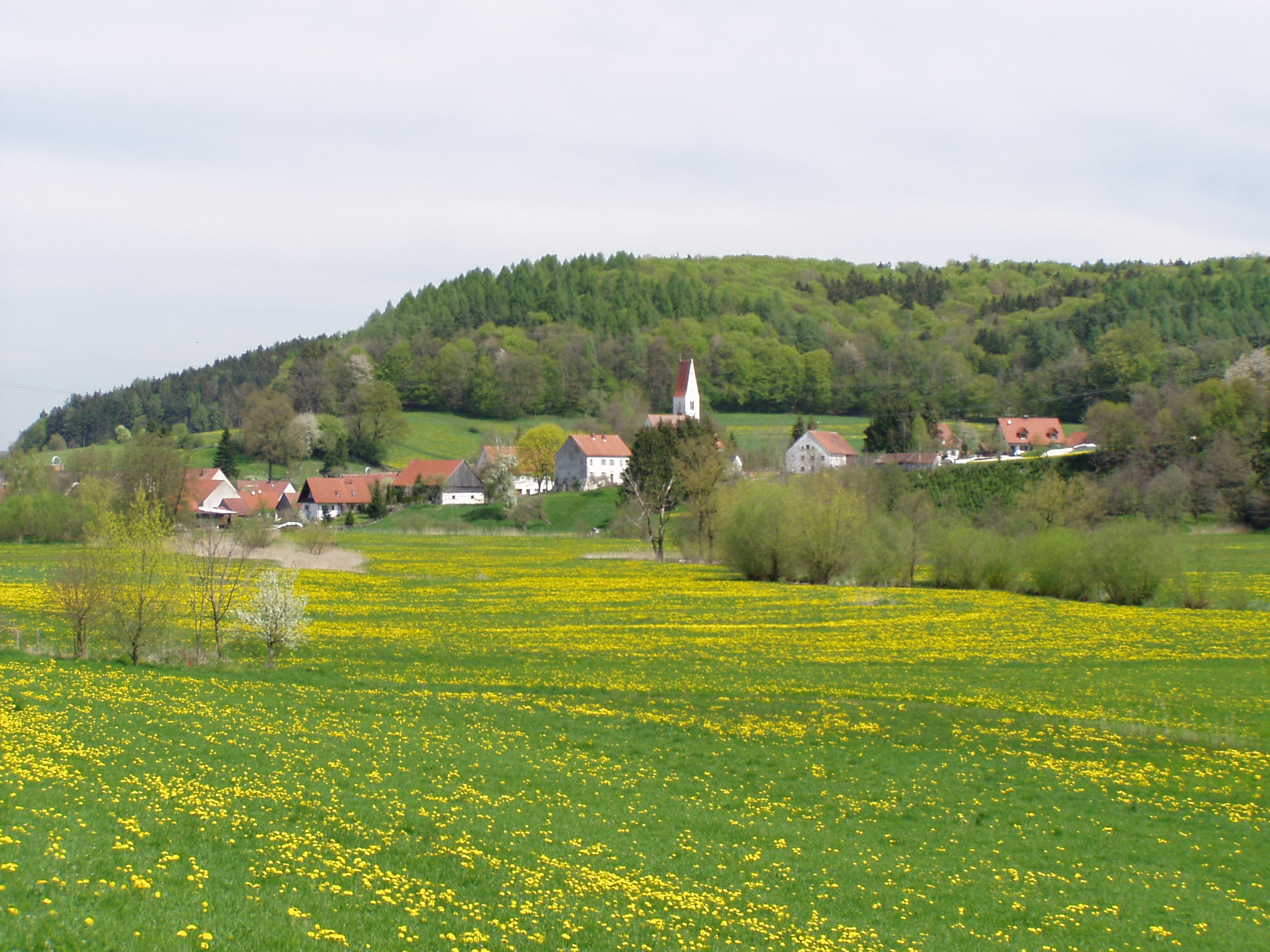
Siegertshofen
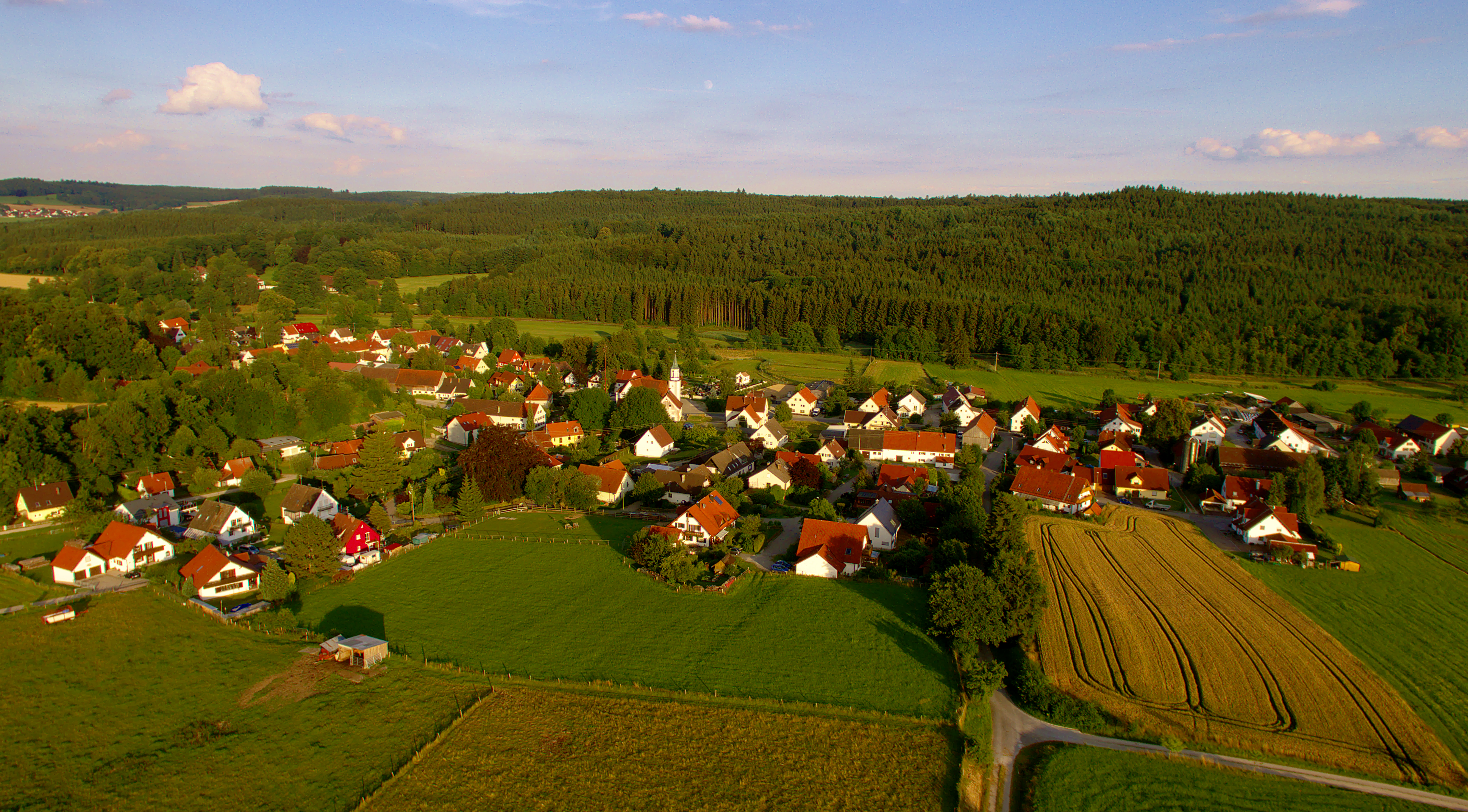
Wollmetshofen

## Wirtschaft und Infrastruktur

### Unternehmen
Im Januar 2007 wurden 404 Gewerbebetriebe und ca. 2200 Arbeitsplätze gezählt.
Das bedeutendste Unternehmen in der Gemeinde ist die Molkerei Alois Müller GmbH & Co. KG (Müllermilch) in Aretsried. In Fischach ist der Sitz der Hauser Weinimport. Außerdem war Fischach Sitz der Raiffeisenbank Stauden.

### Bildung
Klein- und Vorschulkinder können in Fischach den katholischen Kindergarten St. Michael besuchen. Dort stehen rund 80 Betreuungsplätze (aufgeteilt in vier Gruppen) zur Verfügung. Etwa 100 weitere Betreuungsplätze (aufgeteilt in sechs Gruppen) bietet die katholische Kindertagesstätte St. Vitus im Ortsteil Willmatshofen an.
Zudem befindet sich in Fischach eine staatliche Grund- und Mittelschule. Sie gehört zum Schulverband Fischach-Langenneufnach und wird gemeinsam mit der Außenstelle in Langenneufnach von etwa 580 Schulkindern besucht. Neben den vier Jahrgangsstufen in der Grundschule und den fünf Jahrgangsstufen in der Mittelschule gibt es dort auch einen M-Zug und eine Offene Ganztagsschule.
Der eingetragene Verein Wohlfühlhaus Westliche Wälder betreibt in Fischach das Zentrum Kinderlachen. Es beinhaltet eine Kindertagesstätte mit rund 60 Betreuungsplätzen, ein Haus für junge Mütter mit Kindern sowie einen Jugendhilfebereich für Jugendliche ab 14 Jahre und unbegleitete minderjährige Flüchtlinge.
Im Gemeindeteil Reitenbuch ist das Josefsheim, ein heilpädagogisches Kinder- und Jugendheim, ansässig. Träger der 1910 eröffneten Einrichtung ist der eingetragene Verein Christliche Kinder- und Jugendhilfe.
Die Bücherei in Fischach wurde 1955 als Pfarrbücherei gegründet und war zunächst im Pfarrhof untergebracht. Später erfolgte der Umzug in das alte Rathaus, bevor sie schließlich in ein Nebengebäude neben dem neuen Rathaus verlegt wurde. Seit dem Jahr 2000 besteht ein Kooperationsvertrag zwischen der Gemeinde Fischach und der katholischen Kirchenstiftung zur gemeinsamen Finanzierung. Im Jahr 2025 umfasst der Bestand der Bücherei rund 11.000 Medien, darunter Bücher, CDs, Hörbücher, Zeitschriften und Spiele.

### Weitere öffentliche Einrichtungen
- Naturfreibad
- Hallenbad
- Staudenlandhalle (Mehrzweckhalle)
- Freiwillige Feuerwehr
- Friedhof

### Verkehr
Durch Fischach verläuft von Südwesten nach Nordosten die Staatsstraße 2026. Sie verbindet Fischach in der einen Richtung mit Langenneufnach und in der anderen Richtung mit Gessertshausen und der B 300, die weiter nach Augsburg beziehungsweise Memmingen führt. In Nord-Süd-Richtung durchschneidet die Kreisstraße A 2 die Ortschaft und ermöglicht so die Fahrt nach Dinkelscherben und weiter zur A 8 im Norden und Mickhausen im Süden. Des Weiteren ist Fischach an das Wander- und Radwegenetz des Naturparks angebunden.
In Fischach gibt es mehrere Bushaltestellen, die regelmäßig von den AVV-Linien 604, 606 sowie 607 bedient werden und den Ort so mit dem Bahnhof Gessertshausen bzw. der Bahnstrecke Augsburg–Ulm verbinden. Darüber hinaus befindet sich am nördlichen Ortsrand der Bahnhof Fischach (Schwab) (DS100: MFIS) mit der zugehörigen Bahnstrecke Gessertshausen–Türkheim (auch Staudenbahn genannt). Die Bahnstrecke gehört der Bahnbetriebsgesellschaft Stauden und wird gegenwärtig nur am Wochenende in den Sommermonaten von der Stauden-Verkehrs-Gesellschaft für Ausflugsfahrten genutzt.

## Persönlichkeiten

### Ehrenbürger von Fischach
- Otto von und zu Aufseß (–1977), Miteigentümer von Schloss Elmischwang und Ehrenbürger der Gemeinde[21]
- Gertrud  von und zu Aufseß (–2008), Miteigentümerin von Schloss Elmischwang und seit 2004 Ehrenbürgerin der Gemeinde[21]
- Irmgard von und zu Aufseß (1924–2024), Miteigentümerin von Schloss Elmischwang und seit 2004 Ehrenbürgerin der Gemeinde[21]
- Theo Müller (* 1940), Unternehmer und seit 2015 Ehrenbürger der Gemeinde[22]

### Söhne und Töchter der Gemeinde
- Johannes I. von Fischach († 1366), Abt der Reichsabtei St. Ulrich und Afra
- Seckel Bamberger (* 1863 in Fischach; † 1934 in Bad Kissingen), Rabbiner
- Leonhard Thoma (* 1864 in Fischach; † 1921 in Jettingen), bekannter Kirchenmaler
- Franz Liebl (* 1923 in Heiligenkreuz; † 2002 in Fischach), Mundartautor
- Isidor Bach (* 1849 in Fischach; † 1946 in Bern), Bekleidungsunternehmer